# Feliz Navidad
Feliz Navidad, som är spanska och betyder God jul, är en julsång från 1970 som blandar engelska och spanska. Feliz Navidad är skriven och har även sjungits av José Feliciano. Det är en populär julsång i USA och latinamerikanska stater. Sångens text anses vara mycket enkel eftersom den hela tiden upprepas. Ofta används spanska instrument till.
År 1972 gavs en singel ut där Mona Wessman framför en svensk version av sången vid namn "God Jul" tillsammans med Mats Olssons orkester.
Lars Viggman skrev en text på svenska vid namn "En sång om våren", med vilken låten spelades in av Humlor & Bin som B-sida till singeln "Då ska jag sjunga min visa" 1973. Även Mona Wessman spelade in denna, och gav ut den år 1973.

## Listplaceringar
| Lista (1970) | Topplacering |
| ------------ | ------------ |
| Schweiz      | 51           |
| Sverige      | 53           |
| Österrike    | 37           |

## Publikation
- Julens önskesångbok, 1997, under rubriken "Nyare julsånger"

### Fotnoter
1. ↑  God jul på Svensk mediedatabas
2. ↑  Då ska jag sjunga min visa på Svensk mediedatabas
3. ↑  En sång om våren på Svensk mediedatabas
4. ↑  Pappas gamla grammofon på Svensk mediedatabas
5. ↑  ”Listplacering”. http://hitparade.ch/showitem.asp?interpret=Jos%E9+Feliciano&titel=Feliz+Navidad&cat=s. Läst 19 maj 2011.
6. ↑  ”Listplacering”. http://hitparad.se/showitem.asp?interpret=Jos%E9+Feliciano&titel=Feliz+Navidad&cat=s. Läst 19 maj 2011.
7. ↑  ”Listplacering”. http://austriancharts.at/showitem.asp?interpret=Jos%E9+Feliciano&titel=Feliz+Navidad&cat=s. Läst 19 maj 2011.